# László Fábián (kanoista)
László Fábián (10. července 1936, Budapešť, Maďarsko – 10. srpna 2018) byl maďarský rychlostní kanoista. Na Letních olympijských hrách 1956 v Melbourne získal zlatou medaili na dvojkajaku na trati 10 000 metrů. Je též pětinásobným mistrem světa.